# Internationaler Bund

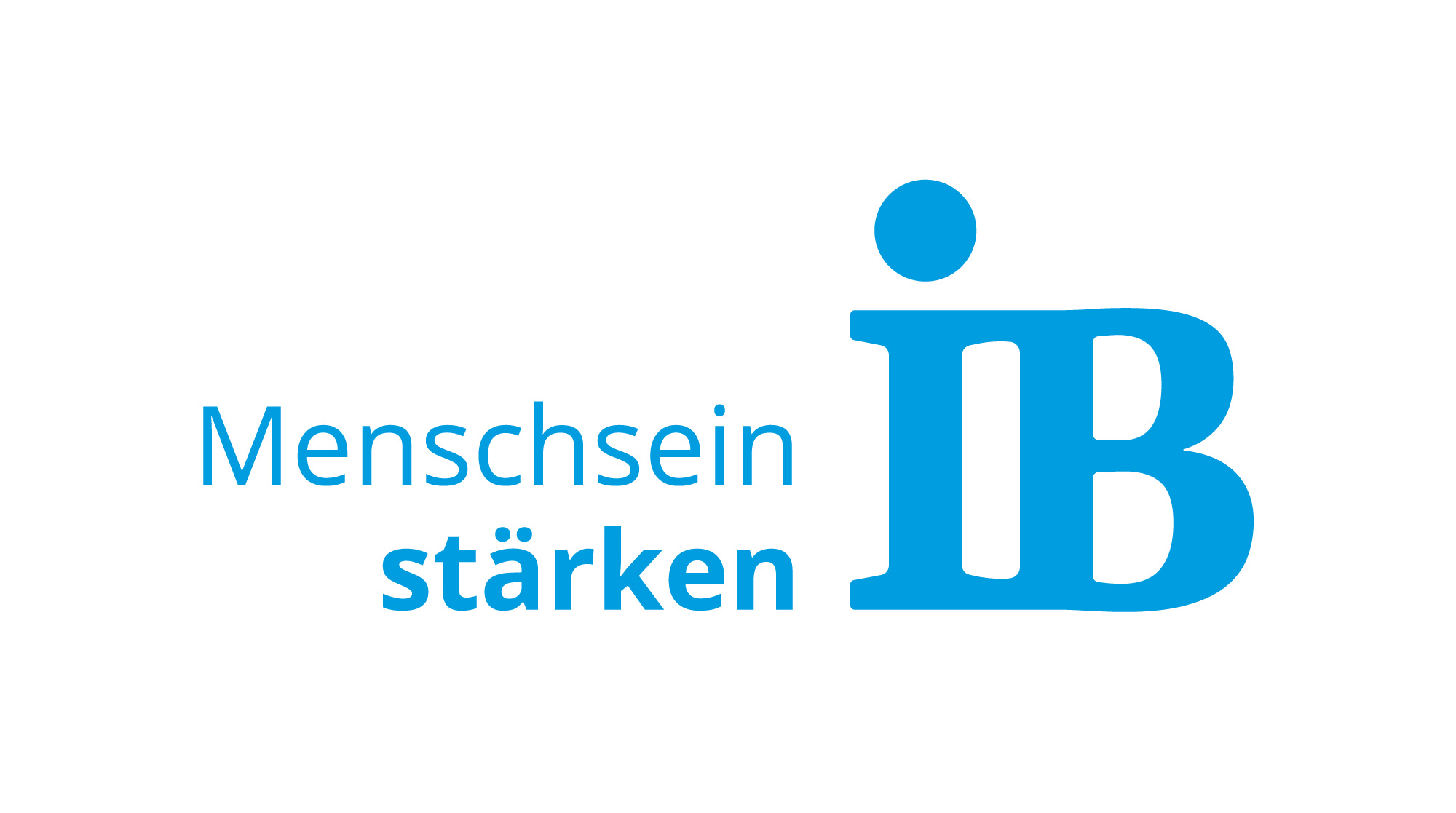
Logo der IB-Gruppe (IB)

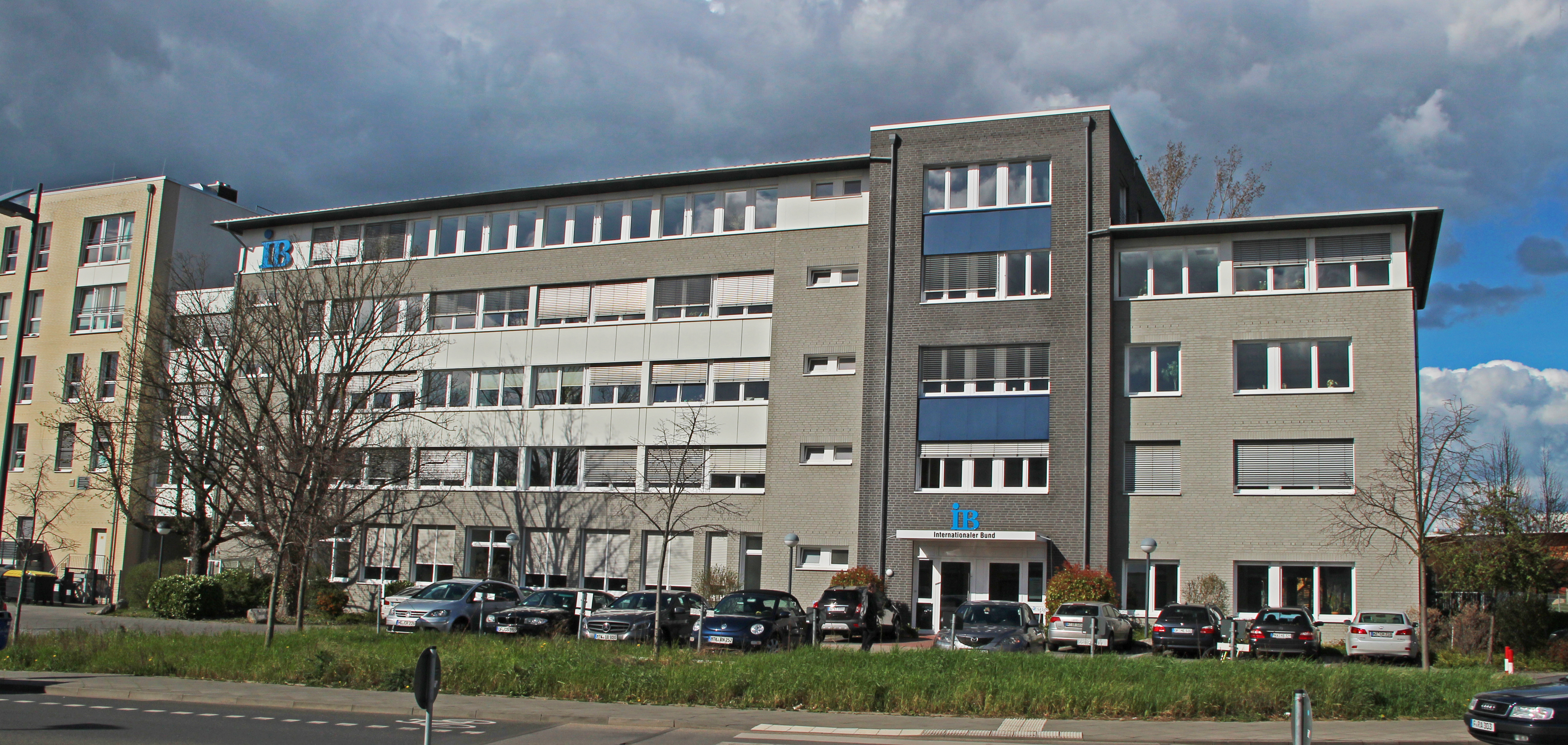
Zentrale des IB in Frankfurt am Main

Der Internationale Bund (IB, bis 1995 Internationaler Bund für Sozialarbeit / Jugendsozialwerk e. V.) ist mit seinem eingetragenen Verein (e. V.), seinen gemeinnützigen und gewerblichen Gesellschaften und Beteiligungen einer der großen deutschen Dienstleister in den Bereichen der Jugend-, Jugendsozial-, Sozial- und Bildungsarbeit. Auch im Ausland ist der IB aktiv, unter anderem mit der Stiftung Internationaler Bund Polska sowie mit Bildungseinrichtungen in Polen, Georgien, der Schweiz und der Türkei.
Heute unterhält der IB bundesweit rund 700 Einrichtungen an über 300 Orten und fördert zahlreiche Bildungsaktivitäten im Ausland.

## Freie Trägergruppe
Der IB gehört neben dem DRK und dem DPWV der Freien Trägergruppe in der Jugend- und Jugendsozialarbeit an. Daneben bestehen noch die konfessionellen Trägergruppen (Diakonie, Caritas) und die sozialistische Trägergruppe (Arbeiterwohlfahrt).

## Geschichte
Der Internationale Bund für Kultur- und Sozialarbeit wurde 1949 in Tübingen gegründet. Initiatoren waren der SPD-Politiker und damalige Landesdirektor für Justiz, Erziehung und Kunst des Landes Württemberg-Hohenzollern und Mitglied des Parlamentarischen Rates Carlo Schmid, der französische Besatzungsoffizier und Sozialist Henri Humblot sowie der ehemalige HJ-Hauptbannführer und Hauptabteilungsleiter der Reichsjugendführung Heinrich Hartmann.
Mitglieder der Gründungsversammlung vom 11. Januar 1949 in der Universität Tübingen waren unter anderem der Innenminister des Landes Württemberg-Hohenzollern, Viktor Renner, der Rektor der Universität Tübingen Walter Erbe und der Politikwissenschaftler Theodor Eschenburg. Zum Gründungspräsidenten wurde der Theologe Ernst Steinbach gewählt. 1952 benannte sich die Organisation in Internationaler Bund für Sozialarbeit / Jugendsozialwerk e. V. um. Von 1953 bis 1978 war Georg Ebersbach geschäftsführender Vorsitzender.
Im Jahr 1996 wurde versucht einem Mitarbeiter zu kündigen, der einer Honorarmitarbeiterin gegenüber angesprochen hatte, dass der Verein von einer Reihe ehemaliger Nazi-Funktionäre gegründet wurde. Im Jahr 2014 hatte das Präsidium des IB den Auftrag erteilt, die Geschichte des IB zu dokumentieren. Dazu sollen mit wissenschaftlicher Beratung Zeitzeugen befragt und Dokumente ausgewertet werden. Der erste Teil zu der Gründungsgeschichte und den ersten 20 Jahren des Bestehens des Internationalen Bundes ist 2017 erschienen.
Die Autorin, Marion Reinhardt, kommt zu dem Schluss, dass seitens Schmid und Humblot die Gründung des Internationalen Bunds auch ein Versuch war, ehemalige Funktionäre der Hitlerjugend in den neuen deutschen Staat zu integrieren. Während Heinrich Hartmann gezielt ehemalige HJ-Führer für die Mitarbeit im IB interessierte, sollte das ehrenamtliche Präsidium, das aus unbelasteten Persönlichkeiten des öffentlichen Lebens bestand, die Aufsicht haben. Reinhardt führt aus, dass damit auch die Entstehung von Untergrundbewegungen ehemaliger HJ-Funktionäre unterbunden werden sollte. Insofern sei die Gründung des IB eine Erfolgsgeschichte.
Der IB war bis Mitte 2025 Gesellschafter, zuletzt alleiniger Gesellschafter der Hochschule der Wirtschaft für Management gGmbH, die die 2011 gegründete private Hochschule der Wirtschaft für Management in Mannheim betreibt. Ebenfalls Mitte 2025 gab der IB auch das Eigentum am Rechtsträger der IB Hochschule für Gesundheit und Soziales in Berlin mit weiteren Studienzentren in Köln, Stuttgart, Coburg und Hamburg ab, die aber weiter unter diesem Namen firmiert. Erwerber waren in beiden Fällen Gesellschaften der Global Education Network Group, deren Eigentümer Investmentgesellschaften mit Sitz in Dubai und Kanada sind.
Heute ist der Internationale Bund ein sozialer Dienstleistungsträger, der überkonfessionell und überparteilich arbeitet.

## Geschäftsfelder und Aktivitäten
Im Bereich der sozialen Arbeit betreibt der Internationale Bund unter anderem 76 Standorte mit Einrichtungen der offenen Kinder- und Jugendarbeit, 90 Jugendmigrationsdienste, in denen er (2017) 21.000 junge Migranten betreut hat, 94 Kindertagesstätten und 50 betreute Wohnformen und vollstationäre Angebote für Menschen mit Behinderung.
Im Bereich der beruflichen Bildung unterhält der IB 38 Bildungszentren, fast 200 allgemein- und berufsbildende Schulen in freier Trägerschaft und medizinische Akademien mit insgesamt 10.500 Schülern und bietet an 125 Standorten Integrations- und Berufssprachkurse an. Außerdem betreibt der IB Hotels, Gästehäuser und Jugendgästehäuser u. a. in Frankfurt am Main, Stuttgart, Jena und Dresden. Im Bereich der internationalen Arbeit ist er gemeinsam mit 200 Partnern aus aller Welt an rund 100 Projekten in 30 Ländern beteiligt. So betreut der IB jährlich insgesamt rund 350.000 Menschen.
Der IB ist außerdem einer der großen Träger von gesetzlich geregelten Freiwilligendiensten. Hierzu gehören die Formate freiwilliges soziales Jahr (seit 1964), freiwilliges ökologisches Jahr (seit 1993) und der seit 2011 bestehende Bundesfreiwilligendienst. Außerdem bietet der IB diverse internationale Freiwilligendienste in 30 Ländern an. Etwa 10.800 meist junge Menschen nehmen an diesen Angeboten pro Jahr teil.
Seit 2018 ist der IB auch Gastmitglied der Nationalen Armutskonferenz.

## Organisation und Finanzen
Der IB ist ein gemeinnütziger Verein und parteipolitisch und konfessionell unabhängig. Vorstandsvorsitzender ist seit 2013 Thiemo Fojkar. Ehrenamtliche Präsidentin des IB ist seit Juni 2013 die Bundestagsabgeordnete (bis September 2013) Petra Merkel.
Dem ehrenamtlichen Präsidium gehören Vertreter des öffentlichen Lebens, der Sozialpartner, Parteien sowie aus Wirtschaft, Wissenschaft und Verwaltung an.
Im Jahr 2018 machte der IB e. V. einen Umsatz von 230,4 Millionen Euro (Vorjahr: 233,9 Millionen Euro). Die IB-Gruppe erzielte 2018 einen Umsatz von 651 Millionen Euro (Vorjahr 641,9 Millionen Euro).
Im Jahr 2018 kamen die Erträge der IB-Gruppe aus folgenden Quellen:
| Quelle                                                  | Mio. Euro | Prozent |
| Kommunen                                                | 162,5     | 24,5    |
| Bundesagentur für Arbeit                                | 104,8     | 15,8    |
| Bundesländer, Regierungspräsidien, Kreise               | 168,3     | 25,4    |
| Sonstige Erträge                                        | 49,5      | 7,5     |
| Verträge mit Unternehmen, Institutionen und Teilnehmern | 51,9      | 7,8     |
| Bund                                                    | 55,9      | 8,4     |
| Jobcenter, optierende Kommunen, Landkreise              | 32,2      | 4,9     |
| Pflegedienstleistungen                                  | 22,1      | 3,3     |
| EU, internationale Aktivitäten                          | 15,0      | 2,3     |
| Spenden, Bußgelder, Beiträge                            | 1,4       | 0,2     |

Sitz der IB-Gruppe ist Frankfurt am Main.

## IB-Beschäftigte
Ende 2017 beschäftigte die IB-Gruppe 12.436 Mitarbeiter. Davon sind 4148 im e. V., die anderen in den gemeinnützigen Gesellschaften des IB und anderen Töchtern tätig.
Der IB spricht offiziell von aktuell mehr als 14.000 Mitarbeitern, einschließlich der Honorarkräfte und ehrenamtlichen Helfer.
Der Internationale Bund hat Anfang 2016 die größte Umstrukturierung seiner Geschichte abgeschlossen. Im gemeinnützigen Bereich sind acht große Organisationseinheiten entstanden. Drei (IB Süd, IB Nord, IB Baden) im IB e. V. und fünf als gemeinnützige GmbHs (IB Berlin-Brandenburg, IB Mitte, IB West, IB Südwest und IB Gesellschaft für interdisziplinäre Studien).

## Tarifpolitik
Die Gewerkschaft Erziehung und Wissenschaft (GEW) kritisierte in der Vergangenheit, die vom IB durchgeführte Ausgründung einzelner Geschäftsbereiche in selbständige Betriebe, meist in bundesweit agierende GmbHs, sei arbeitnehmerfeindlich. In NRW beispielsweise wurde im März 2006 rund 300 Mitarbeitern der ausgelagerten GmbH ein Arbeitsvertrag angeboten, der eine Absenkung der Bezüge um 30 Prozent vorsah, einhergehend mit der Ankündigung, die gesamte NRW-Niederlassung zu schließen, wenn nicht mindestens 90 Prozent der Beschäftigten innerhalb der nächsten zehn Tage auf das Angebot eingehen. Die Gewerkschaften Ver.di und GEW gaben daher im Sanierungstarifvertrag vom 27. März 2006 zwischen der IB GmbH NRW und ver.di/GEW ihr Einverständnis, die Gehälter zwischen 15 und 20 Prozent abzusenken. Im Mai 2012 drohte die Geschäftsführung des IB damit, die Niederlassung West mit insgesamt drei Betrieben in NRW und ca. 600 Beschäftigten zu schließen, wenn diese nicht zu weiteren Gehaltsabsenkungen bereit seien.
Nach 18-jähriger Pause verständigten sich die Gewerkschaften ver.di, die GEW und der IB auf einen Manteltarifvertrag für fast alle (92 Prozent) Beschäftigten in den gemeinnützigen Bereichen des Internationalen Bundes. Er trat zum 1. Oktober 2016 in Kraft und galt für alle damals 11.160 Mitarbeiter des IB in den gemeinnützigen Gesellschaften des IB und des IB e. V.
Im Januar 2018 schlossen der IB und die Gewerkschaften ver.di und GEW einen neuen Tarifvertrag für alle über 14.000 Beschäftigten in den gemeinnützigen Gesellschaften des IB und dem IB e. V. ab. Darin wird unter anderem festgehalten, dass alle Mitarbeitenden Tariflohn bekommen und mindestens in die Entgeltstufe 1 eingruppiert werden. Vereinbart wurde auch, dass alle Beschäftigten des IB künftig Weihnachtsgeld erhalten, das bis 2021 IB-weit auf 1400 Euro steigen soll. Der Tarifvertrag gilt für die Beschäftigten in der Bildungs- und der Sozialarbeit.